# Wasserburg Vöhrum

Die Lage der Wasserburg auf einer Gemarkungskarte des Amtes Peine aus dem Jahr 1729

Die Wasserburg Vöhrum ist eine abgegangene Wasserburg im Niederungsgebiet der Fuhse bei Vöhrum, einem heutigen Stadtteil von Peine in Niedersachsen. Von der ehemaligen Befestigungsanlage, möglicherweise vom Typus einer Turmhügelburg (Motte), sind keine obertägigen Reste vorhanden.

## Überlieferung
Urkundliche Überlieferungen zur Burganlage sind nicht bekannt. Ihr Standort ist mehrfach auf historischen Karten eingezeichnet. Dies erfolgte in späteren Jahrhunderten, als die Anlage nicht mehr bestand, aber anhand von Bodenerhebungen noch zu erkennen war. Erstmals wird die Wasserburg auf einer Karte des Amtes Meinersen von 1675 erwähnt. 1729 und auch danach wird die Anlage als Insel in der Fuhse dargestellt. Auf einer Karte von 1874 wird ein Wiesengrundstück mit der Bezeichnung Wasserburg dargestellt, auf dem die Anlage in einen geschwungenen Flussarm eingebettet ist. Durch die Begradigung der Fuhse in den Jahren 1933 und 1934 wurde der Flussarm abgeschnitten und verlandete in dem flachen Niederungsgebiet.

## Entdeckung
Vor dem Zweiten Weltkrieg gab es Nachforschungen eines Studenten zur Wasserburg. Er brachte in Erfahrung, dass es auf der Wiese mit der Flurbezeichnung Wasserburg zwei Bodenerhebungen gab, die um 1890 abgetragen wurden. Dabei fanden sich Feldsteine in der ansonsten steinarmen moorigen Niederung. Auch auf einer weiteren Wiese wurden große Steinquader gefunden.
1976 entdeckte ein Landwirt auf seiner Wiese mehrere aus dem Boden ragende Pfähle, die seine Mäharbeiten behinderten und zog sie heraus. Die Eichenholzpfähle waren zwischen drei und fünf Meter lang, vierkant zugesägt und mit Beilhieben angespitzt. 
Ein Archäologe stellte bei weiteren Untersuchungen insgesamt 56 Pfähle im Abstand von je einem Meter fest, die er als Palisadenreihe deutete. Die dendrochronologische Untersuchung eines Pfahls ergab eine Datierung auf die Zeit um 1180. Da es zu keiner Ausgrabung kam, dokumentierte in den Folgejahren ein ehrenamtlicher Archäologe fast 200 Pfähle, von denen 160 eine bogenförmige Reihe bildeten. 1979 erwarb die Stadt Peine das Gelände, um weitere Untersuchungen zu ermöglichen, und wies es als Landschaftsschutzgebiet aus. 1980 unternahm der ehrenamtliche Archäologe einen kleinen Suchschnitt, bei dem er in 60 Zentimeter Tiefe liegende Kanthölzer fand.

## Prospektion
Als im Jahre 2001 an der Burgstelle eine Schautafel aufgestellt werden sollte, forderten die Vöhrumer Bürger von der Bezirksarchäologie Braunschweig des Niedersächsischen Landesamtes für Denkmalpflege eine Ausgrabung. Daraufhin erfolgten in den Jahren 2001 bis 2004 verschiedene Prospektionsmaßnahmen, wie Geoelektrik und Geomagnetik mittels Bodenradar. Dabei zeigte sich die Struktur einer trapezförmigen Kernburg von 23 × 25 Meter mit einer zentralen, U-förmigen Anomalie und an einer Seite ein Graben. Bei einem im Jahre 2003 durchgeführter Sondageschnitt im Bereich der Anomalie wurden Kalksteine und Mörtel gefunden, so dass Reste eines Steingebäudes anzunehmen waren. Ein Luftbild ließ eine anscheinend als Wirtschaftshof genutzte Vorburg erkennen. 

## Ausgrabungen

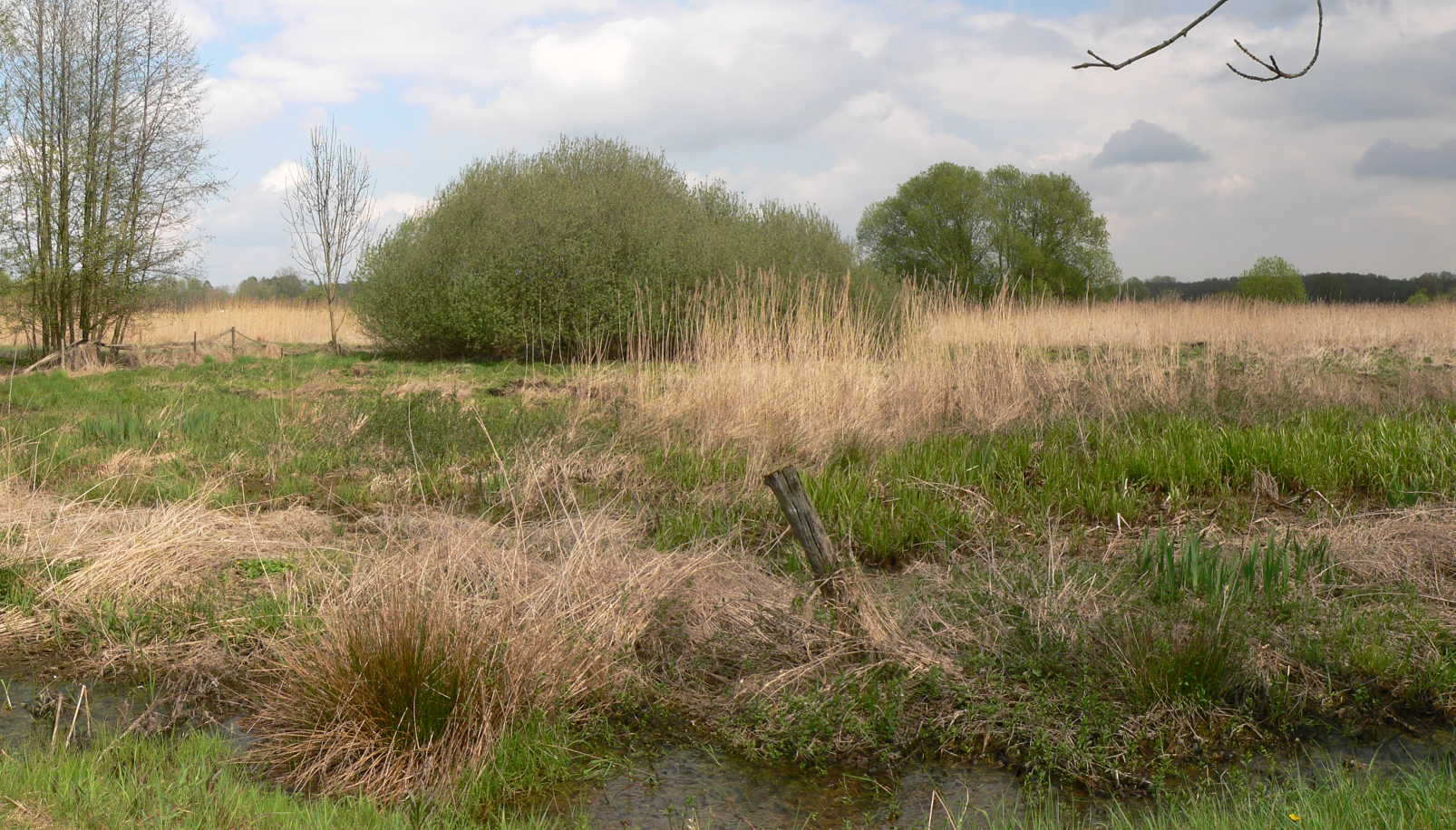
Blick auf das Niederungsgebiet, in dem sich die Wasserburg Vöhrum befand

In den Jahren 1976, 1980, 2003 und 2005 fanden Ausgrabungen statt. Es zeigten sich geringe Reste, die auf einen rechteckigen Steinturm mit meterstarken Mauern hinweisen. Darunter fand sich ein starkes Fundament, das zur Standfestigkeit des Turms in der feuchten Niederung nötig war. Weiter waren mächtige Eichenstämme zu einer großen Holzplattform verzimmert worden. Bei den Grabungen wurden 212 Pfähle, steinerne Fundamente (von Gebäuden und einem Turm), Knochen, Keramik, sowie Eisen- und Bronzeteile aus dem 13. Jahrhundert gefunden. Einige Fundstücke sind im Peiner Kreismuseum ausgestellt. 
Als Erbauer der Anlage wird der 1204 und 1207 urkundlich belegte Hildesheimer Ministeriale Thidericus de Voerden vermutet. Heute weist eine am Rande des Grabungsgebietes aufgestellte Informationstafel auf die Existenz der Burg hin.